# إسحق روزنبرغ
إسحق روزنبرغ (بالإنجليزية: Isaac Rosenberg) (25 نوفمبر 1890 – 1 أبريل 1918) كان شاعرًا وفنانًا إنجليزيًا. يعتبر كتابه «قصائد من الخنادق» من أبرز الأعمال الشعرية التي كُتبت خلال الحرب العالمية الأولى.

## النشأة
ولد إسحق روزنبرغ في بريستول، وهو الثاني من بين ستة أطفال والابن الأكبر (توفي شقيقه التوأم عند الولادة) من والديه، وهما بارنيت (كان يُدعى دوفبر سابقًا) وهاشا روزنبرغ، اللذين كانا مهاجرين يهوديان ليتوانيان هاجرا إلى بريطانيا من داواغافبيلس (مدينة في لاتفيا الآن). في عام 1897، انتقلت العائلة إلى ستيبني، وهي منطقة فقيرة في الطرف الشرقي من لندن، والتي تحوي جالية يهودية كبيرة. التحق إسحق روزنبرغ بمدرسة سانت بول الابتدائية في ويلكلوز سكوير في أبرشية سانت جورج في الشرق. بعد ذلك، التحق بمدرسة بيكر ستريت بورد في ستيبني، التي كان فيها حضور كبير لليهود. في عام 1902، حصل على جائزة حسن السلوك وسُمح له بحضور دروس في مدرسة الفنون والحرف في ستيبني غرين. في ديسمبر 1904، غادر مدرسة بيكر ستريت، وفي يناير 1905، بدأ تدريبًا مهنيًا مع كارل هينتشل، وهو نحّات من فليت ستريت.
أصبح روزنبرغ مهتمًا بالشعر والفنون المرئية، وبدأ في حضور دروس مسائية في كلية بيركبيك. ترك التدريب المهني في يناير 1911، إذ تمكن من إيجاد تمويل للالتحاق بمدرسة سليد للفنون الجميلة في كلية لندن الجامعية. خلال الفترة التي قضاها في مدرسة سليد، درس روزنبرغ بصورة ملحوظة جنبًا إلى جنب مع ديفيد بومبرغ ومارك غيرتلر وستانلي سبنسر وبول ناش وإدوارد وادسورث ودورا كارينجتون ووليام روبرت وكريستوفر نيفينسون. تناوله كل من لورنس بينيون وإدوارد مارش في كتاباتهما، وبدأ روزنبرغ كتابة الشعر بشكل جدي، لكنه عانى من مشاكل صحية. نشر كتيبًا من عشر قصائد، باسم «ليل ونهار»، وذلك في عام 1912. عرض لوحاته أيضًا في معرض وايت تشابل في عام 1914.

## مسيرته في الحرب العالمية الأولى
عُيّن روزنبرغ في كتيبة بانتام الثانية عشرة من فوج سوفولك، والبانتام هي كتائب مخصصة للرجال الذين ينقص طولهم عن طول خمسة أقدام وثلاثة إنشات (160 سنتمترًا) المعتاد. بعد أن رُفضت ترقيته سبوضوح إلى رتبة جندي أول، نُقل روزنبرغ إلى فوج جنوب لانكشاير أولًا، ثم إلى فوج كينغز أون لانكستر الملكي. أُرسل مع وحدته للعمل على الجبهة الغربية في فرنسا، حيث وصل في 3 يونيو 1916. استمر بكتابة الشعر أثناء الخدمة في الخنادق، بما في ذلك كتاب «استراحة يوم في الخنادق»، و«العودة لسماع المزاح» و«بقايا الرجل الميت». في ديسمبر 1916، نشرت مجلة «بوتري» اثنتين من قصائده.
في يناير 1917، أبلغ روزنبرغ عن مرضه وطلبت عائلته وأصدقائه من مرؤوسيه إبعاده عن الخطوط الأمامية. نُقل إلى كتيبة الأشغال رقم أربعين وبدأ بنقل الأسلاك الشائكة إلى الخنادق. كتب قصيدته «بقايا الرجل الميت» خلال هذه الفترة.
في يونيو، عُيّن مؤقتًا في سرية المهندسين الملكيين الميدانية. في سبتمبر 1916، أمضى عشرة أيام في لندن في إجازة. بعد عودته إلى وحدته السابقة، أصابه المرض في أكتوبر وأمضى شهرين في المشفى العام رقم 51. بعد إخراجه من المشفى، نُقل إلى الكتيبة الأولى من فوج كينغز أون لانكستر. قدم طلبًا للانتقال إلى إحدى الكتائب اليهودية بالكامل التي تشكلت في بلاد ما بين النهرين، لكن المؤرخين لم يتمكنوا من تتبع ماذا حلّ بطلبه.

## روابط خارجية
- إسحق روزنبرغ على موقع الموسوعة البريطانية (الإنجليزية)
- إسحق روزنبرغ على موقع ميوزك برينز (الإنجليزية)